# Liga Mistrzów w piłce siatkowej (2023/2024) – kwalifikacje
Kwalifikacje do Ligi Mistrzów 2023/2024 odbyły się w dniach 24 września–12 listopada 2023 roku. Wzięło w nich udział 14 drużyn.
Kwalifikacje składały się z dwóch rund eliminacyjnych. W obu rundach rywalizacja toczyła się w turniejach na zasadzie "każdy z każdym" po jednym meczu. Do fazy grupowej Ligi Mistrzów awans uzyskały trzy zespoły. Drużyny, które nie awansowały do fazy grupowej Ligi Mistrzów, miały prawo uczestniczyć w Pucharze CEV. 
Kwalifikacje do fazy grupowej Ligi Mistrzów odbyły się po raz ósmy w historii tych rozgrywek.

## Drużyny uczestniczące
| Rk                                                                        | Federacja            | Klub                           |
| ------------------------------------------------------------------------- | -------------------- | ------------------------------ |
| 11                                                                        | Serbia               | Partizan Belgrad (L1)          |
| 13                                                                        | Chorwacja            | HAOK Mladost Zagrzeb (L1)      |
| 14                                                                        | Bułgaria             | Neftochimik 2010 Burgas (L1)   |
| 15                                                                        | Finlandia            | Ford Levoranta Sastamala (L1)  |
| 16                                                                        | Rumunia              | CSM Arcada Galați (L1)         |
| 17                                                                        | Austria              | Hypo Tirol Volleyballteam (L1) |
| 18                                                                        | Grecja               | Olympiakos SFP (L1)            |
| 20                                                                        | Czarnogóra           | Budva (L1)                     |
| 22                                                                        | Holandia             | Draisma Dynamo Apeldoorn (L1)  |
| 24                                                                        | Bośnia i Hercegowina | OK Radnik Bijeljina (L1)       |
| 26                                                                        | Węgry                | Fino Kaposvár SE (L1)          |
| 27                                                                        | Hiszpania            | CV Guaguas Las Palmas (L1)     |
| 29                                                                        | Macedonia Północna   | Strumica Nikob (L1)            |
| =29                                                                       | Ukraina              | Prometej Dnipro (L1)           |
| Legenda: Rk – miejsce w rankingu CEV Ln – n miejsce w mistrzostwach kraju |                      |                                |

## System rozgrywek
Kwalifikacje do fazy grupowej Ligi Mistrzów 2023/2024 składały się z dwóch rund eliminacyjnych.
W 1. rundzie 14 uczestniczących drużyn zostało zgrupowanych w czterech koszykach na podstawie rankingu CEV. Rozlosowano cztery grupy eliminacyjne.
| Grupa I                 | Grupa II            | Grupa III                 | Grupa IV              |
| ----------------------- | ------------------- | ------------------------- | --------------------- |
| Neftochimik 2010 Burgas | Partizan Belgrad    | Ford Levoranta Sastamala  | HAOK Mladost Zagrzeb  |
| Budva                   | Olympiakos SFP      | Hypo Tirol Volleyballteam | CSM Arcada Galați     |
| Fino Kaposvár SE        | OK Radnik Bijeljina | Draisma Dynamo Apeldoorn  | CV Guaguas Las Palmas |
| Strumica Nikob          |                     | Prometej Dnipro           |                       |

W 2. rundzie wzięły udział dwie najlepsze drużyny w grupach z 1. rundy. Osiem zespołów utworzyło dwie grupy według schematu:
| Grupa V                 | Grupa VI                |
| ----------------------- | ----------------------- |
| 1. miejsce w grupie I   | 1. miejsce w grupie II  |
| 1. miejsce w grupie IV  | 1. miejsce w grupie III |
| 2. miejsce w grupie II  | 2. miejsce w grupie I   |
| 2. miejsce w grupie III | 2. miejsce w grupie IV  |

Losowanie odbyło się 19 lipca 2023 roku w Broadcasting Center Europe w Luksemburgu.
W obu rundach rywalizacja toczyła się w turniejach na zasadzie "każdy z każdym" po jednym meczu. O awansie decydowała większa liczba zwycięstw, w dalszej kolejności większa ilość punktów meczowych, lepszy bilans setów, lepszy bilans małych punktów, wynik meczu bezpośredniego. Za zwycięstwo 3:0 lub 3:1 drużyna otrzymywała 3 punkty, za zwycięstwo 3:2 – 2 punkty, za porażkę 2:3 – 1 punkt, natomiast za porażkę 1:3 lub 0:3 – 0 punktów.
Drużyny, które odpadły w 1. i 2. rundzie eliminacyjnej, uzyskały prawo gry w 1/16 finału Pucharu CEV.
Do fazy grupowej Ligi Mistrzów awans uzyskali zwycięzcy grup V i VI oraz najlepsza drużyna z 2. miejsc tychże grup.

## Rozgrywki
Wszystkie godziny według czasu lokalnego.

### 1. runda
2. runda
     1/16 Pucharu CEV

#### Grupa I
Mecze w  Burgas
Tabela
| Lp. | Drużyna                 | Mecze | Mecze   | Mecze   | Pkt | Sety | Sety | Sety  | Małe punkty | Małe punkty | Małe punkty |
| Lp. | Drużyna                 | M     | W (3:2) | P (2:3) | Pkt | wyg. | prz. | ratio | zdob.       | str.        | ratio       |
| --- | ----------------------- | ----- | ------- | ------- | --- | ---- | ---- | ----- | ----------- | ----------- | ----------- |
| 1   | Budva                   | 3     | 2 (0)   | 1 (0)   | 6   | 7    | 3    | 2.333 | 229         | 207         | 1.106       |
| 2   | Neftochimik 2010 Burgas | 3     | 2 (0)   | 1 (0)   | 6   | 6    | 3    | 2.000 | 211         | 182         | 1.159       |
| 3   | Fino Kaposvár SE        | 3     | 2 (0)   | 1 (0)   | 6   | 6    | 4    | 1.500 | 243         | 208         | 1.168       |
| 4   | Strumica Nikob          | 3     | 0 (0)   | 3 (0)   | 0   | 0    | 9    | 0.000 | 139         | 225         | 0.618       |

Źródło: CEV (ang.)
Punktacja: 3:0 i 3:1 – 3 pkt; 3:2 – 2 pkt; 2:3 – 1 pkt; 1:3 i 0:3 – 0 pkt
Zasady ustalania kolejności: 1. liczba zwycięstw; 2. liczba punktów; 3. stosunek setów; 4. stosunek małych punktów; 5. bilans w bezpośrednich meczach
Wyniki spotkań
| Data       | Godz. | Drużyna 1               | Wynik | Drużyna 2               | 1     | 2     | 3     | 4     | 5 | Widzów | *      |
| ---------- | ----- | ----------------------- | ----- | ----------------------- | ----- | ----- | ----- | ----- | - | ------ | ------ |
| 27.10.2023 | 17:30 | Budva                   | 1:3   | Fino Kaposvár SE        | 18:25 | 28:26 | 18:25 | 14:25 |   | 100    | raport |
| 27.10.2023 | 20:00 | Neftochimik 2010 Burgas | 3:0   | Strumica Nikob          | 25:13 | 25:11 | 25:15 |       |   | 400    | raport |
| 28.10.2023 | 17:30 | Budva                   | 3:0   | Strumica Nikob          | 25:15 | 25:16 | 25:16 |       |   | 50     | raport |
| 28.10.2023 | 20:00 | Fino Kaposvár SE        | 0:3   | Neftochimik 2010 Burgas | 25:27 | 19:25 | 23:25 |       |   | 400    | raport |
| 29.10.2023 | 17:30 | Strumica Nikob          | 0:3   | Fino Kaposvár SE        | 20:25 | 15:25 | 18:25 |       |   | 50     | raport |
| 29.10.2023 | 20:00 | Neftochimik 2010 Burgas | 0:3   | Budva                   | 20:25 | 24:26 | 15:25 |       |   | 500    | raport |

#### Grupa II
Mecze w  Belgradzie
Tabela
| Lp. | Drużyna             | Mecze | Mecze   | Mecze   | Pkt | Sety | Sety | Sety  | Małe punkty | Małe punkty | Małe punkty |
| Lp. | Drużyna             | M     | W (3:2) | P (2:3) | Pkt | wyg. | prz. | ratio | zdob.       | str.        | ratio       |
| --- | ------------------- | ----- | ------- | ------- | --- | ---- | ---- | ----- | ----------- | ----------- | ----------- |
| 1   | Olympiakos SFP      | 2     | 2 (0)   | 0 (0)   | 6   | 6    | 2    | 3.000 | 188         | 156         | 1.205       |
| 2   | Partizan Belgrad    | 2     | 1 (0)   | 1 (0)   | 3   | 4    | 3    | 1.333 | 159         | 155         | 1.026       |
| 3   | OK Radnik Bijeljina | 2     | 0 (0)   | 2 (0)   | 0   | 1    | 6    | 0.167 | 134         | 170         | 0.788       |

Źródło: CEV (ang.)
Punktacja: 3:0 i 3:1 – 3 pkt; 3:2 – 2 pkt; 2:3 – 1 pkt; 1:3 i 0:3 – 0 pkt
Zasady ustalania kolejności: 1. liczba zwycięstw; 2. liczba punktów; 3. stosunek setów; 4. stosunek małych punktów; 5. bilans w bezpośrednich meczach
Wyniki spotkań
| Data       | Godz. | Drużyna 1           | Wynik | Drużyna 2           | 1     | 2     | 3     | 4     | 5 | Widzów | *      |
| ---------- | ----- | ------------------- | ----- | ------------------- | ----- | ----- | ----- | ----- | - | ------ | ------ |
| 24.10.2023 | 18:00 | OK Radnik Bijeljina | 0:3   | Partizan Belgrad    | 15:25 | 20:25 | 25:27 |       |   | 550    | raport |
| 25.10.2023 | 18:00 | Olympiakos SFP      | 3:1   | OK Radnik Bijeljina | 25:10 | 25:18 | 18:25 | 25:21 |   | 102    | raport |
| 26.10.2023 | 18:00 | Partizan Belgrad    | 1:3   | Olympiakos SFP      | 22:25 | 25:20 | 19:25 | 16:25 |   | 460    | raport |

#### Grupa III
Mecze w  Innsbrucku
Tabela
| Lp. | Drużyna                   | Mecze | Mecze   | Mecze   | Pkt | Sety | Sety | Sety  | Małe punkty | Małe punkty | Małe punkty |
| Lp. | Drużyna                   | M     | W (3:2) | P (2:3) | Pkt | wyg. | prz. | ratio | zdob.       | str.        | ratio       |
| --- | ------------------------- | ----- | ------- | ------- | --- | ---- | ---- | ----- | ----------- | ----------- | ----------- |
| 1   | Prometej Dnipro           | 3     | 3 (2)   | 0 (0)   | 7   | 9    | 5    | 1.800 | 313         | 311         | 1.006       |
| 2   | Hypo Tirol Volleyballteam | 3     | 2 (0)   | 1 (0)   | 6   | 7    | 4    | 1.750 | 286         | 264         | 1.083       |
| 3   | Ford Levoranta Sastamala  | 3     | 1 (0)   | 2 (1)   | 4   | 5    | 6    | 0.833 | 246         | 253         | 0.972       |
| 4   | Draisma Dynamo Apeldoorn  | 3     | 0 (0)   | 3 (1)   | 1   | 3    | 9    | 0.333 | 273         | 290         | 0.941       |

Źródło: CEV (ang.)
Punktacja: 3:0 i 3:1 – 3 pkt; 3:2 – 2 pkt; 2:3 – 1 pkt; 1:3 i 0:3 – 0 pkt
Zasady ustalania kolejności: 1. liczba zwycięstw; 2. liczba punktów; 3. stosunek setów; 4. stosunek małych punktów; 5. bilans w bezpośrednich meczach
Wyniki spotkań
| Data       | Godz. | Drużyna 1                 | Wynik | Drużyna 2                 | 1     | 2     | 3     | 4     | 5     | Widzów | *      |
| ---------- | ----- | ------------------------- | ----- | ------------------------- | ----- | ----- | ----- | ----- | ----- | ------ | ------ |
| 27.10.2023 | 17:00 | Ford Levoranta Sastamala  | 3:0   | Draisma Dynamo Apeldoorn  | 25:19 | 30:28 | 25:22 |       |       | 318    | raport |
| 27.10.2023 | 20:00 | Hypo Tirol Volleyballteam | 1:3   | Prometej Dnipro           | 23:25 | 32:30 | 23:25 | 22:25 |       | 750    | raport |
| 28.10.2023 | 17:00 | Ford Levoranta Sastamala  | 2:3   | Prometej Dnipro           | 25:19 | 25:21 | 27:29 | 20:25 | 13:15 | 150    | raport |
| 28.10.2023 | 20:00 | Draisma Dynamo Apeldoorn  | 1:3   | Hypo Tirol Volleyballteam | 25:23 | 36:38 | 23:25 | 19:25 |       | 1050   | raport |
| 29.10.2023 | 14:00 | Prometej Dnipro           | 3:2   | Draisma Dynamo Apeldoorn  | 25:22 | 13:25 | 21:25 | 25:18 | 15:11 | 190    | raport |
| 29.10.2023 | 17:00 | Hypo Tirol Volleyballteam | 3:0   | Ford Levoranta Sastamala  | 25:15 | 25:19 | 25:22 |       |       | 1100   | raport |

#### Grupa IV
Mecze w  Las Palmas
Tabela
| Lp. | Drużyna               | Mecze | Mecze   | Mecze   | Pkt | Sety | Sety | Sety  | Małe punkty | Małe punkty | Małe punkty |
| Lp. | Drużyna               | M     | W (3:2) | P (2:3) | Pkt | wyg. | prz. | ratio | zdob.       | str.        | ratio       |
| --- | --------------------- | ----- | ------- | ------- | --- | ---- | ---- | ----- | ----------- | ----------- | ----------- |
| 1   | CV Guaguas Las Palmas | 2     | 2 (0)   | 0 (0)   | 6   | 6    | 0    | MAX   | 150         | 105         | 1.429       |
| 2   | CSM Arcada Galați     | 2     | 1 (0)   | 1 (0)   | 3   | 3    | 4    | 0.750 | 157         | 149         | 1.054       |
| 3   | HAOK Mladost Zagrzeb  | 2     | 0 (0)   | 2 (0)   | 0   | 1    | 6    | 0.167 | 114         | 167         | 0.683       |

Źródło: CEV (ang.)
Punktacja: 3:0 i 3:1 – 3 pkt; 3:2 – 2 pkt; 2:3 – 1 pkt; 1:3 i 0:3 – 0 pkt
Zasady ustalania kolejności: 1. liczba zwycięstw; 2. liczba punktów; 3. stosunek setów; 4. stosunek małych punktów; 5. bilans w bezpośrednich meczach
Wyniki spotkań
| Data       | Godz. | Drużyna 1             | Wynik | Drużyna 2             | 1     | 2     | 3     | 4    | 5 | Widzów | *      |
| ---------- | ----- | --------------------- | ----- | --------------------- | ----- | ----- | ----- | ---- | - | ------ | ------ |
| 24.10.2023 | 19:30 | CSM Arcada Galați     | 0:3   | CV Guaguas Las Palmas | 22:25 | 21:25 | 22:25 |      |   | 900    | raport |
| 25.10.2023 | 19:30 | HAOK Mladost Zagrzeb  | 1:3   | CSM Arcada Galați     | 17:25 | 23:25 | 25:17 | 9:25 |   | 100    | raport |
| 26.10.2023 | 19:30 | CV Guaguas Las Palmas | 3:0   | HAOK Mladost Zagrzeb  | 25:8  | 25:14 | 25:18 |      |   | 750    | raport |

### 2. runda
Faza grupowa Ligi Mistrzów
     1/16 Pucharu CEV

#### Grupa V
Mecze w  Belgradzie (Zemun)
Tabela
| Lp. | Drużyna                   | Mecze | Mecze   | Mecze   | Pkt | Sety | Sety | Sety  | Małe punkty | Małe punkty | Małe punkty |
| Lp. | Drużyna                   | M     | W (3:2) | P (2:3) | Pkt | wyg. | prz. | ratio | zdob.       | str.        | ratio       |
| --- | ------------------------- | ----- | ------- | ------- | --- | ---- | ---- | ----- | ----------- | ----------- | ----------- |
| 1   | CV Guaguas Las Palmas     | 3     | 3 (0)   | 0 (0)   | 9   | 9    | 1    | 9.000 | 248         | 202         | 1.228       |
| 2   | Hypo Tirol Volleyballteam | 3     | 2 (0)   | 1 (0)   | 6   | 6    | 3    | 2.000 | 208         | 174         | 1.195       |
| 3   | Partizan Belgrad          | 3     | 1 (0)   | 2 (0)   | 3   | 4    | 7    | 0.571 | 227         | 263         | 0.863       |
| 4   | Budva                     | 3     | 0 (0)   | 3 (0)   | 0   | 1    | 9    | 0.111 | 199         | 243         | 0.819       |

Źródło: CEV (ang.)
Punktacja: 3:0 i 3:1 – 3 pkt; 3:2 – 2 pkt; 2:3 – 1 pkt; 1:3 i 0:3 – 0 pkt
Zasady ustalania kolejności: 1. liczba zwycięstw; 2. liczba punktów; 3. stosunek setów; 4. stosunek małych punktów; 5. bilans w bezpośrednich meczach
Wyniki spotkań
| Data       | Godz. | Drużyna 1                 | Wynik | Drużyna 2                 | 1     | 2     | 3     | 4     | 5 | Widzów | *      |
| ---------- | ----- | ------------------------- | ----- | ------------------------- | ----- | ----- | ----- | ----- | - | ------ | ------ |
| 10.11.2023 | 16:00 | Budva                     | 0:3   | CV Guaguas Las Palmas     | 17:25 | 18:25 | 22:25 |       |   | 50     | raport |
| 10.11.2023 | 19:00 | Partizan Belgrad          | 0:3   | Hypo Tirol Volleyballteam | 14:25 | 21:25 | 12:25 |       |   | 250    | raport |
| 11.11.2023 | 17:00 | CV Guaguas Las Palmas     | 3:0   | Hypo Tirol Volleyballteam | 25:16 | 25:23 | 25:19 |       |   | 40     | raport |
| 11.11.2023 | 20:00 | Budva                     | 1:3   | Partizan Belgrad          | 21:25 | 22:25 | 25:18 | 22:25 |   | 350    | raport |
| 12.11.2023 | 17:00 | Hypo Tirol Volleyballteam | 3:0   | Budva                     | 25:20 | 25:14 | 25:18 |       |   | 70     | raport |
| 12.11.2023 | 20:00 | CV Guaguas Las Palmas     | 3:1   | Partizan Belgrad          | 25:20 | 25:23 | 23:25 | 25:19 |   | 200    | raport |

#### Grupa VI
Mecze w  Gałaczu
Tabela
| Lp. | Drużyna                 | Mecze | Mecze   | Mecze   | Pkt | Sety | Sety | Sety  | Małe punkty | Małe punkty | Małe punkty |
| Lp. | Drużyna                 | M     | W (3:2) | P (2:3) | Pkt | wyg. | prz. | ratio | zdob.       | str.        | ratio       |
| --- | ----------------------- | ----- | ------- | ------- | --- | ---- | ---- | ----- | ----------- | ----------- | ----------- |
| 1   | Olympiakos SFP          | 3     | 3 (0)   | 0 (0)   | 9   | 9    | 3    | 3.000 | 299         | 260         | 1.150       |
| 2   | CSM Arcada Galați       | 3     | 2 (0)   | 1 (0)   | 6   | 7    | 3    | 2.333 | 240         | 211         | 1.137       |
| 3   | Prometej Dnipro         | 3     | 1 (0)   | 2 (0)   | 3   | 4    | 7    | 0.571 | 227         | 248         | 0.915       |
| 4   | Neftochimik 2010 Burgas | 3     | 0 (0)   | 3 (0)   | 0   | 2    | 9    | 0.222 | 228         | 275         | 0.829       |

Źródło: CEV (ang.)
Punktacja: 3:0 i 3:1 – 3 pkt; 3:2 – 2 pkt; 2:3 – 1 pkt; 1:3 i 0:3 – 0 pkt
Zasady ustalania kolejności: 1. liczba zwycięstw; 2. liczba punktów; 3. stosunek setów; 4. stosunek małych punktów; 5. bilans w bezpośrednich meczach
Wyniki spotkań
| Data       | Godz. | Drużyna 1               | Wynik | Drużyna 2               | 1     | 2     | 3     | 4     | 5 | Widzów | *      |
| ---------- | ----- | ----------------------- | ----- | ----------------------- | ----- | ----- | ----- | ----- | - | ------ | ------ |
| 10.11.2023 | 18:00 | CSM Arcada Galați       | 3:0   | Prometej Dnipro         | 25:15 | 25:21 | 25:14 |       |   | 1100   | raport |
| 10.11.2023 | 21:00 | Olympiakos SFP          | 3:1   | Neftochimik 2010 Burgas | 25:20 | 27:29 | 25:17 | 26:24 |   | 120    | raport |
| 11.11.2023 | 18:00 | Neftochimik 2010 Burgas | 0:3   | CSM Arcada Galați       | 20:25 | 25:27 | 16:25 |       |   | 1200   | raport |
| 11.11.2023 | 21:00 | Prometej Dnipro         | 1:3   | Olympiakos SFP          | 22:25 | 25:21 | 14:25 | 21:25 |   | 120    | raport |
| 12.11.2023 | 15:00 | Neftochimik 2010 Burgas | 1:3   | Prometej Dnipro         | 20:25 | 17:25 | 25:20 | 15:25 |   | 80     | raport |
| 12.11.2023 | 18:00 | CSM Arcada Galați       | 1:3   | Olympiakos SFP          | 25:22 | 18:25 | 19:25 | 26:28 |   | 1500   | raport |

## Drużyny zakwalifikowane
| Grupa A        | Grupa D               | Grupa E           |
| -------------- | --------------------- | ----------------- |
| Olympiakos SFP | CV Guaguas Las Palmas | CSM Arcada Galați |